# Gauliga Kärnten 1943./44.
Gauliga Kärnten u sezoni 1943./44. bio je drugi rang austrijskog nogometnog sustava unutar Trećeg Reicha.

U sezoni 1943./44. koruška liga preimenovana je u Gauligu. Izdanje nije održano zbog ratnih zbivanja. Ponovno se održava u neovisnoj Austriji 1946. pod nazivom 1. Klasse Kärnten.
Od 1941. do 1945. godine u ovoj ligi natjecale su se ekipe iz Gorenjske.

## Sezona
Već u ljeto 1943. bilo je jasno da će Drugi svjetski rat uvelike ometati nacionalni, gospodarski i sportski razvoj Koruške. Prijateljske utakmice tijekom ljeta bile su sve rjeđe, a ratni vihor odnosio je sve više žrtava, čak i među domaćim sportašima. Vjerojatno najbolji prijeratni koruški nogometaš Karl Petritsch umro je na fronti. Petritsch, koji je bio dugogodišnji kapetan Villacher SV-a i reprezentacije Koruške, zbog izvrsnih je igara uživao status nogometnog božanstva u austrijskoj Koruškoj, pa je njegova smrt predstavljala težak gubitak za tamošnji nogomet.

Pravi problemi za gorenjski nogomet tek su dolazili. Iako dugo nije bilo jasno hoće li se nogometno prvenstvo Gaulige Kärnten uopće igrati za sezonu 1943./44., jer u početku nije bilo dovoljno zainteresiranih momčadi, okružno sportsko vodstvo ga je ipak najavilo, a očekivalo se da će početi 12. rujna 1943. Ipak, do kraja nije bilo jasno koje će se momčadi natjecati u ligi. Okružno sportsko vodstvo planiralo je sudjelovanje šest momčadi: TuS Aßling iz Jesenica, TuS Krainburg iz Kranja, klagenfurtske ekipe Luftwaffen SV i Klagenfurt AC/SK Rapid iz Klagenfurta, Villacher SV iz Villacha i novak u ligi, ekipa SG Laak iz Škofje Loke.

Tako se već u prvom kolu pokazalo da su izgledi za završetak prvenstva vrlo mali jer je odigrana samo jedna od tri predviđene prvenstvene utakmice u Gauligi Kärnten. SG Laak otkazao je sudjelovanje prije početka prvenstva, a nejasna je bila i daljnja sudbina kranjskog TuS Krainburga. Zbog problema Kranjčana s igralištem, uprave klubova obaju gorenjskih ligaša razgovarale su o osnivanju jedne zajedničke sportske ekipe, koja bi na prvenstvu sudjelovala pod imenom Gorenjska reprezentacija. Ideja o spajanju sportskih klubova izazvala je val negodovanja i u jeseniškim i u kranjskim sportskim krugovima.
Vrijedi napomenuti da do spajanja klubova u konačnici nije došlo zbog velikih nesuglasica u upravama klubova, što je ostavilo ozbiljne posljedice na gorenjski nogomet. Zbog gubitka nogometnog igrališta, Kranjčani su bili prisiljeni prekinuti rad svoje nogometne sekcije, što je dugoročno gledano nanijelo nepopravljivu štetu kranjskom nogometu, jer je nogomet oduvijek bio najpopularniji sport među mladima. Nakon odustajanja Škofje Loke i Kranja, na prvenstvu su još nastupile samo ekipe TuS Aßling iz Jesenica, Luftwaffen SV i SG Klagenfurter AC/SK Rapida iz Klagenfurta i Villacher SV iz Villacha, a prvenstvo je značajno skraćeno zbog sudjelovanja samo četiri ekipe. Jeseničani su solidno odigrali jesenski dio sezone. U uvodnom kolu izgubili su na gostovanju kod Villacher SV-a 1:0, potom su svladali kvalitetnu momčad klagenfurtskih zrakoplovaca, Luftwaffe SV, na domaćem terenu 3:1, što je značilo da će se o naslovu jesenskog prvaka odlučivati u finalu, u kojem su Jeseničani morali otputovati u Klagenfurt i igrati protiv klagenfurterskog AC/SK Rapida.
Utakmica je bila i povod za još jedan spor između TuS Aßlinga iz Jesenica. Prema riječima Karawanken Bote, bila je to vrlo gruba utakmica u kojoj su Jeseničani većinu vremena vodili. Kod rezultata 3:2 na scenu je stupio sudac Borko iz Graza i dosudio sumnjiv jedanaesterac iz kojeg su domaći izjednačili, što je odluka koja je izazvala burne reakcije nezadovoljnih Jeseničana. Svemu je došao kraj u 76. minuti kada je sudac priznao još jedan neregularan pogodak klagenfurtske momčadi, a Jeseničani su, nezadovoljni neobjektivnim suđenjem, u istom trenutku napustili teren. Utakmica je završila rezultatom 4:3 za klagenfurter AC/SK Rapidu, koji je pobjedom osvojio i naslov jesenskog prvaka. Ali spor još nije bio gotov. Jeseničani su se ponovno žalili okružnom sportskom vodstvu, a stvar je otišla čak toliko daleko da se o tome morao izjasniti okružnivođa za nogomet (Gaufachwart) Addison. Na opće iznenađenje, katastrofalnim suđenjem utakmica je registrirana u korist Jeseničana koji su tako za zelenim stolom osvojili vrijedna dva boda koja su im donijela naslov jesenskog prvaka u Gauligi Kärnten, što je predstavljalo jedan od najvećih uspjeha međuratnog gorenjskog nogometa. Jesenska ljestvica je bila sljedeći:
| mj. | klub                 | ut. | pob. | ner. | por. | gol+ | gol- | bod |
| --- | -------------------- | --- | ---- | ---- | ---- | ---- | ---- | --- |
| 1.  | TuS Aßling           | 3   | 2    | 0    | 1    | 8    | 2    | 4   |
| 2.  | Villacher SV         | 3   | 2    | 0    | 1    | 7    | 6    | 4   |
| 3.  | KAC/Rapid Klagenfurt | 3   | 1    | 1    | 1    | 6    | 4    | 3   |
| 4.  | LSV Klagenfurt       | 3   | 0    | 1    | 2    | 5    | 9    | 1   |

U siječnju i veljači u Gorenjskoj nije bilo nogometa, a nastavak natjecanja u Gauligi Kärnten najavljen je za 26. ožujka 1944. Zbog izuzetno povoljnog vremena počelo je tjedan dana prije planiranog datuma, a list Karawanken Bote slavodobitno je izvijestio da će glavna novost u ligi biti ulazak novoosnovanog klagenfurtskog kluba SS-Junkersschule. natjecanje. Liga je sada imala pet klubova, a SS-Junkersschule je morao nadoknaditi propuštene utakmice iz jesenskog dijela prvenstva.

Momčad SS-Junkerschule svoj je put koruškim nogometnim terenima započela 19. ožujka u Villachu, gdje je gostovala kod domaće momčadi Villacher SV. Domaćini su se pokazali kao nekoliko klasa kvalitetnija momčad i eliminirali novaka u ligi rezultatom 7:0, a prema pisanju domaćih novina rezultat je mogao biti i veći. Momčad SS-Junkerschule pokazala se izrazito neiskusnom pa je bilo jasno da neće uspjeti doći do vrha Gaulige Kärnten. Gorenjski ljubitelji nogometa s nestrpljenjem su iščekivali 26. ožujka kada je na rasporedu bio veliki derbi između Villacher SV-a i TuS Aßlinga, koji je bio od ključne važnosti u borbi za konačni plasman obiju momčadi na prvenstvo. Gorenjci nisu uspjeli izboriti nastup jer je nastavak prvenstva prekinut zbog sve težih ratnih uvjeta i problema s prometnom povezanošću. Utakmica između momčadi Villacher SV-a i SS-Junkerschulea bila je ujedno i posljednja utakmica ikada odigrana u Gauligi Kärnten, jer okružno sportsko vodstvo zbog još težih ratnih uvjeta nije moglo organizirati čak ni prvenstvo za sezonu 1944./45.

Do oslobođenja u svibnju 1945. godine nogometna događanja bila su ograničena na pojedinačne prijateljske utakmice, a gotovo jedina svijetla iznimka u razvoju gorenjskog nogometa u tom razdoblju bili su obnovljeni kontakti s ekipama iz bivše Ljubljanske pokrajine.

## Ljestvica
- Krainburg → Kranj
- Aßling → Jesenice
- Laak → Škofja Loka

O prvenstvu Koruške 1943./44. izvještava se samo vrlo fragmentarno, a tijek događaja može se samo nejasno razumjeti na temelju oskudnih izvješća.

Natjecanje je trebalo započeti u jesen 1943. sa 6 ekipa; Predviđeno je bilo sudjelovanje Villacher SV, KAC/Rapid Klagenfurt, TuS Aßling, LSV Klagenfurt, SG Laak i BSG Krainburg, ali posljednje dvije momčadi nisu odigrale niti jednu utakmicu i ispale su iz natjecanja u jesen 1943. godine.

Od 9. travnja 1944. (zadnja poznata privremena tablica) stvari se kompliciraju. Dana 15. travnja 1944. objavljeno je da su utakmice KAC – Funkerschule, KAC – Aßling i Villacher SV – Aßling otvorene, no bilo je vrlo upitno hoće li Aßling dodati svoje utakmice. Dana 20. lipnja 1944. 'Kleine Blatt' izričito javlja da su sve momčadi osim Villacher SV i KAC/Rapid Klagenfurt ispale iz prvenstva te da će obje momčadi (budući da su obje pobijedile drugu 4:2) morati igrati odlučujuću utakmicu, koja, međutim, nikada nije održana. Prvenstvo Koruške 1943./44. stoga izgleda nije bilo odlučeno.
| 1.      | Villacher SV               | 5                                                              | 4                                                              | 0                                                              | 1                                                              | 18                                                             | 8                                                              | 2,250                                                          | 8                                                              |                                                                |                                                                |
| 2.      | TuS Aßling                 | 4                                                              | 2                                                              | 1                                                              | 1                                                              | 3                                                              | 2                                                              | 1,500                                                          | 5                                                              |                                                                |                                                                |
| 3.      | KAC/Rapid Klagenfurt       | 4                                                              | 1                                                              | 1                                                              | 2                                                              | 8                                                              | 8                                                              | 1,000                                                          | 3                                                              |                                                                |                                                                |
| 4.      | SS Funkerschule Klagenfurt | 5                                                              | 0                                                              | 2                                                              | 3                                                              | 5                                                              | 16                                                             | 0,312                                                          | 2                                                              |                                                                |                                                                |
|         | SG Laak                    | povukli su se tijekom jeseni te nisu odigrali nijednu utakmicu | povukli su se tijekom jeseni te nisu odigrali nijednu utakmicu | povukli su se tijekom jeseni te nisu odigrali nijednu utakmicu | povukli su se tijekom jeseni te nisu odigrali nijednu utakmicu | povukli su se tijekom jeseni te nisu odigrali nijednu utakmicu | povukli su se tijekom jeseni te nisu odigrali nijednu utakmicu | povukli su se tijekom jeseni te nisu odigrali nijednu utakmicu | povukli su se tijekom jeseni te nisu odigrali nijednu utakmicu | povukli su se tijekom jeseni te nisu odigrali nijednu utakmicu | povukli su se tijekom jeseni te nisu odigrali nijednu utakmicu |
|         | BSG Krainburg              | povukli su se tijekom jeseni te nisu odigrali nijednu utakmicu | povukli su se tijekom jeseni te nisu odigrali nijednu utakmicu | povukli su se tijekom jeseni te nisu odigrali nijednu utakmicu | povukli su se tijekom jeseni te nisu odigrali nijednu utakmicu | povukli su se tijekom jeseni te nisu odigrali nijednu utakmicu | povukli su se tijekom jeseni te nisu odigrali nijednu utakmicu | povukli su se tijekom jeseni te nisu odigrali nijednu utakmicu | povukli su se tijekom jeseni te nisu odigrali nijednu utakmicu | povukli su se tijekom jeseni te nisu odigrali nijednu utakmicu | povukli su se tijekom jeseni te nisu odigrali nijednu utakmicu |
|         |                            |                                                                |                                                                |                                                                |                                                                |                                                                |                                                                |                                                                |                                                                |                                                                |                                                                |
| Izvori: |                            |                                                                |                                                                |                                                                |                                                                |                                                                |                                                                |                                                                |                                                                |                                                                |                                                                |

- Napomena:
  - U Zgodovina nogometa u Kraljevini SHS/Jugoslaviji i u času okupacije navodi se da je SS-Junkerschule ušla u proljeće 1944. kao peta članica, dok Austria Soccer i RSSSF navodi da je u proljeće 1944. LSV Klagenfurt promijenio ime u SS Funkerschule.
  - SS-Junkerschule je bila vojna akademija SS-a u kojoj su se obučavali mladići za više položaje u vojsci. Predstavljala je svojevrsni njemački ekvivalent američkoj vojnoj akademiji West Point. Najpoznatija Junkerschule bila je u Bad Tölzu u Bavarskoj.[7]

## Pokal Aßlinger Sportgemeinschafta
Unatoč svim organizacijskim problemima, u jesen 1943. započelo je pokalno natjecanje za drugoligaše. Ovoga puta sudjelovale su samo četiri ekipe: TuS Aßling II (Jesenice), TuS Krainburg II (Kranj), LGW Hackenfelde Krainburg (Kranj) i SG Laak (Škofja Loka). Natjecanje su s velikom bodovnom razlikom osvojiliJeseničani, slijede dvije kranjske ekipe LGW Hackenfelde Krainburg i Krainburg II, a na posljednjem mjestu je Škofjeločanka.
O teškoj situaciji u kojoj se nalazio gorenjski nogomet svjedoči i činjenica da su krajem 1943. godine u lokalna nogometna zbivanja bila uključena samo rezervna ekipa iz Jesenica, TuS Aßling II. Jedina pozitivna iznimka bile su njemačke omladinske selekcije koje su u jesen 1943. igrale brojne prijateljske utakmice. Važno je naglasiti da su njemačku omladinu u Gorenjskoj uglavnom okupljale dvije omladinske ekipe, jedna u Jesenicama i jedna u Kranju, a povremeno je utakmice igrala i omladinska ekipa Bleda. U jesen 1943. Jeseničani sudjeluju i na natjecanju okružnog prvenstva Njemačke mladeži u Koruškoj, gdje u konačnici zauzimaju više nego dobro drugo mjesto.

## 10. Oktoberpokal Kärnten 1943
Na 10. Oktoberpokal Kärnten 1943 sudjelovale su 4 ekipe.
| Prva momčad          |               | Druga momčad          | Rezultat      |
| Poluzavršnica        | Poluzavršnica | Poluzavršnica         | 3. 10. 1943.  |
| -------------------- | ------------- | --------------------- | ------------- |
| KAC/Rapid Klagenfurt | –             | TuS Aßling (Jesenice) | 4:1           |
| Villacher SV         | –             | LSV Klagenfurt        | 0:3           |
| Završnica            | Završnica     | Završnica             | 10. 10. 1943. |
| KAC/Rapid Klagenfurt | –             | LSV Klagenfurt        | 4:0           |

## Poveznice
- Gauliga Donau-Alpenland 1943./44.
- Gauliga Steiermark 1943./44.

## Vanjske poveznice
- Tin Mudražija, Zgodovina nogometa v Kraljevini SHS/Jugoslaviji in v času okupacije, 2016.
- RSSSF
- Austria Soccer